# Saint-Maurice-lès-Charencey
Saint-Maurice-lès-Charencey is een plaats en voormalige gemeente in het Franse departement Orne in de regio Normandië en telt 534 inwoners (2004). De plaats maakt deel uit van het arrondissement Mortagne-au-Perche.
Op 1 januari 2018 fuseerde de gemeente met Moussonvilliers en Normandel tot de commune nouvelle Charencey, waarvan Saint-Maurice-lès-Charencey de hoofdplaats werd.

## Geografie
De oppervlakte van Saint-Maurice-lès-Charencey bedraagt 16,4 km², de bevolkingsdichtheid is 32,6 inwoners per km².
De onderstaande kaart toont de ligging van Saint-Maurice-lès-Charencey met de belangrijkste infrastructuur en aangrenzende gemeenten.

## Demografie
Onderstaande figuur toont het verloop van het inwonertal (bron: INSEE-tellingen).